# Ты здесь, Бог? Это я, Маргарет (роман)
Ты здесь, Бог? Это я, Маргарет (англ. Are You There God? It's Me, Margaret) — роман американской писательницы Джуди Блум, написанный в 1970 году и относящийся к жанру литературы для подростков. Включён журналом Time в список 100 лучших книг для подростков. В 2023 году состоялась премьера экранизации романа.

## Сюжет
Главная героиня книги, одиннадцатилетняя девочка Маргарет, растет в мульти-религиозной семье (мама-христианка, папа-еврей) и пытается определиться с собственной верой и религией. По ходу сюжета Маргарет то и дело обращается к Богу с молитвами и вопросами, которые всегда начинаются со слов: «Ты здесь, Бог? Это я, Маргарет». Получив школьное задание провести независимое исследование в течение года, она выбирает тему веры. В процессе она узнает многое о себе самой и в конце концов понимает, что выбранная тема слишком сложна. Постепенно Маргарет оказывается в центре семейного конфликта, во многом замешанного на разных верованиях бабушек и дедушек со стороны мамы и папы. Она сердится на Бога за это и прекращает свои разговоры с Ним. В финальной сцене книги Маргарет все-таки «прощает» Бога и обращается к Нему с доверием и благодарностью. Это происходит после шока, пережитого ею, когда она впервые обнаруживает следы менструальной крови на своем нижнем белье. Кроме вопросов веры и религии, которые она пытается решать самостоятельно, Маргарет обсуждает мальчиков, лифчики, растущую грудь и прочие вещи, волнующие девочек в её возрасте, с новой подружкой Нэнси, влюбляется в одноклассника и даже целует его на вечернике.

## Восприятие
В 2005 году журнал Time включил книгу в список ста лучших книг, написанных на английском языке, начиная с 1923 года.
Книга «Ты здесь, Бог? Это я, Маргарет», вместе с ещё четырьмя книгами Джуди Блум, включена в список ста книг Американской библиотечной ассоциации, наиболее часто подвергающихся запретам и ограничениям, вплоть до изъятия из школьных библиотек.

## Пародирующие названия
Нетривиальное название книги сделало его популярным для пародий в массовой культуре. Бестселлер Челси Хэндлер 2008 года называется «Ты здесь, Водка? Это я, Челси». Некоторые телесериалы использовали название книги для наименования конкретных серий: «Ты здесь, Бог? Это я, Иисус» у «Южного парка»; «Ты здесь, Бог? Это я, Дин Винчестер» у «Сверхъестественного»; «Ты здесь, Бог? Это я, Дин» у «Братьев Вентура»; «Бог, ты там? Это — я, Питер» у «Гриффинов», «Ты там, Онна? Это я, Йен» у «Бесстыдников», «Ты там, Сатана? Это я, Мэдисон.»Проклятые — Чак Паланик «Проклятые»